# Mansförbjudet
Mansförbjudet är en bok skriven och utgiven av debattören Pär Ström 2012. I boken hävdar författaren att det förekommer mans- och pojkdiskriminering i bland annat lagstiftning, praktisk politik, myndighetsutövning och näringsliv. Boken tar också upp diskrimineringslagen och Diskrimineringsombudsmannens insatser. Huvudsakligen behandlas svenska förhållanden, men i boken ingår ett internationellt avsnitt om EU, FN och bistånd.
Utöver exempel på vad författaren uppfattar som mans- och pojkdiskriminering innehåller boken en 13 punkters programförklaring av jämställdismen. Jämställdismen är ett begrepp som tidigare lanserats av Pär Ström och beskrivs som ett mellanting mellan de två ytterligheterna maskulinism och feminism. Enligt jämställdismen skall de båda könen ha samma värde, rättigheter och skyldigheter. Könsskillnader betraktas som både socialt och biologiskt betingade, kärnan skall vara likhet inför lagen och människors fria vilja måste få avgöra deras livsval.

## Mottagande
Boken har omskrivits, recenserats eller diskuterats i tv, radio och dagstidningar. Meningsfränder uppskattar boken som den första svenska kartläggningen av formell mans- och pojkdiskriminering.[källa behövs] Boken har kritiserats av feminister för att Ström motsätter sig uppfattningen att det skulle finnas en könsmaktsordning i samhället.